# Сан Пиетро Авелана
Сан Пиѐтро Авела̀на (на италиански: San Pietro Avellana) е село и община в Централна Италия, провинция Изерния, регион Молизе. Разположено е на 960 m надморска височина. Населението на общината е 662 души (към 2010 г.).